# ميخائيل باول (لاعب اللاكروس)
ميخائيل باول (بالإنجليزية: Michael Powell)‏ هو لاعب اللاكروس أمريكي، ولد في 29 أكتوبر 1982 في وست كارثاغ في الولايات المتحدة.